# 波托萨尔沃方尖碑
波托萨尔沃方尖碑（obelisca di Portosalvo）是那不勒斯的一座方尖碑，位于阿尔西德·德·加斯佩里街（via Alcide De Gasperi），在圣玛丽亚迪波尔托萨尔沃圣母堂（chiesa di Santa Maria di Portosalvo）旁边。它是该市最晚竖立的一座方尖碑。

## 历史
波托萨尔沃方尖碑于1799年竖立在波尔托萨尔沃广场，在雅各宾派的帕特諾珀共和國结束后，庆祝那不勒斯波旁王朝复辟的胜利。
在20世纪，波托萨尔沃方尖碑发生了一些变化，失去了一些装饰。2016年，那不勒斯市进行了仔细的修复，于同年11月10日恢复开放。

## 建筑
波托萨尔沃方尖碑上有圣雅纳略和圣安多尼等圣人的圣像。